# Крістофер Рейд (плавець)
Крістофер Рейд (англ. Christopher Reid, 10 січня 1996) — південноафриканський плавець.
Учасник Олімпійських Ігор 2016 року.